# Stade de Malacam
Stade de Malacam – wielofunkcyjny stadion w Antananarywie na Madagaskarze. Jest obecnie używany głównie dla meczów piłki nożnej i rugby union. Swoje mecze rozgrywa na nim drużyna rugby 3FB. Stadion mieści 10 000 osób.